# Chiesa di San Pietro (Castelfranco Emilia)
La chiesa di San Pietro è la parrocchiale di Riolo, frazione di Castelfranco Emilia, nella provincia di Modena. Appartiene al vicariato di Persiceto – Castelfranco dell'arcidiocesi di Bologna e risale all'XI secolo.

## Storia
Le prime informazioni sul luogo di culto cattolico a Riolo risalgono al 1039, e in quel momento viene descritto come una cappella di piccole dimensioni e molto semplice. Della piccola chiesa si occuparono anche i monaci dell'abbazia di Nonantola per ottenerne, senza successo, il giuspatronato.
Occorre attendere il 1378 per avere altre notizie della piccola chiesa, perché in quella data compare in un elenco dei luoghi di culto bolognesi e risulta appartenere alla parrocchia di San Giovanni in Persiceto, appartenente alla diocesi del capoluogo emiliano. Nel 1574 la giurisdizione fu spostata ed entrò a far parte delle chiese legate alla pieve di Santa Maria Assunta di Castelfranco Emilia. Successivamente il giuspatronato, che era già stato ceduto 1779 ai marchesi Beccadelli e alla famiglia Marescotti, fu acquisito dalla curia bolognese e restituito alle famiglie di Riolo, che si assunsero l'onere di restaurare completamente l'edificio che versava in pessime condizioni. Nel 1801 intanto venne innalzata la moderna torre campanaria.
Nei primi decenni del XX secolo la chiesa venne ricostruita ed ampliata rispetto alle dimensioni precedenti ma senza demolire l'esistente. Il nuovo luogo di culto venne ultimato nel 1928.

## Descrizione

### Esterno
La chiesa è posta al centro dell'abitato di Riolo. Il prospetto principale è neoclassico con mattoni a vista. La facciata a capanna si articola ai lati con due brevi ali sulla cui sommita sono posti due pinnacoli. La parte centrale è racchiusa da due coppie di paraste nella parte inferiore che si riducono ad una per lato nella parte superiore. Il portale architravato è sormontato da un arco a tutto sesto con lunetta cieca. Sopra di questi il piccolo rosone cn vetratura porta luce alla sala. La torre campanaria si eleva sulla sinistra della struttura.

### Interno
La navata interna è unica ma ampliata, su entrambi i lati, da nicchie di dimensione diverse con altari. Costruita secondo lo stile barocco è arricchita da lesene e l'arco santo permette l'accesso al presbiterio, leggermente rialzato.
L'altare maggiore è dedicato al santo titolare ed è ornato da pala con l'immagine del santo. Maggiore interesse meritano la statua lignea raffigurante la Beata Vergine del Rosario e il Crocefisso rifinito a stucco. Nella sala è presente la cantoria con l'organo a canne.